# 北疆大戟
北疆大戟（学名：Euphorbia franchetii）是大戟科大戟属的植物，是中国的特有植物。分布在中亚以及中国大陆的新疆等地，生长于海拔1,500米的地区，一般生长在山地陡坡，目前已由人工引种栽培。